# 豪恩多夫
豪恩多夫是德国巴伐利亚州的一个市镇。总面积51.34平方公里，总人口2651人，其中男性1354人，女性1297人（2011年12月31日），人口密度52人/平方公里。